# Sapindaceae
Sapindaceae é uma família de Angiospermas (plantas com flor - subclasse Magnoliidae), pertencente à ordem Sapindales.
Possui cerca de 138 géneros com 1400-2000 espécies. São árvores, arbustos, lianas e ervas, frequentemente trepadoras. Com folhas dispersas, por vezes com células secretoras.
Esta família ocorre em climas temperados e climas tropicais, sendo que muitas produzem um látex contendo saponinas nas folhas, raízes e/ou sementes.
Os gêneros principais dessa família são Acer, Serjania, Paullinia, e Allophylus.

## Morfologia
Geral: Podem ser árvores, arbustos ou lianas com gavinhas e frequentemente trepadoras.
Folhas: São alternas e espiraladas ou opostas, palmadas ou compostas pinadas. Este órgão possui venações peninérvea ou palmada, podendo ter estípulas.
Flores: São geralmente unissexuais, podendo ter simetria radial ou bilateral. Possuem 4 ou 5 Sépalas, livres ou as vezes basalmente conadas. Podem possuir 4 ou 5 petalas. Seu Androceu pode conter 8 ou menos estames, com filetes livres e grãos de pólem  geralmente tricolporados. Seu Gineceu possui 2 ou 3 carpelos e 2 ou 3 estigamas, com ovários súpero.

Fruto: Variável, capsular, seco e indeiscente, esquizocárpico, em baga ou em drupa.

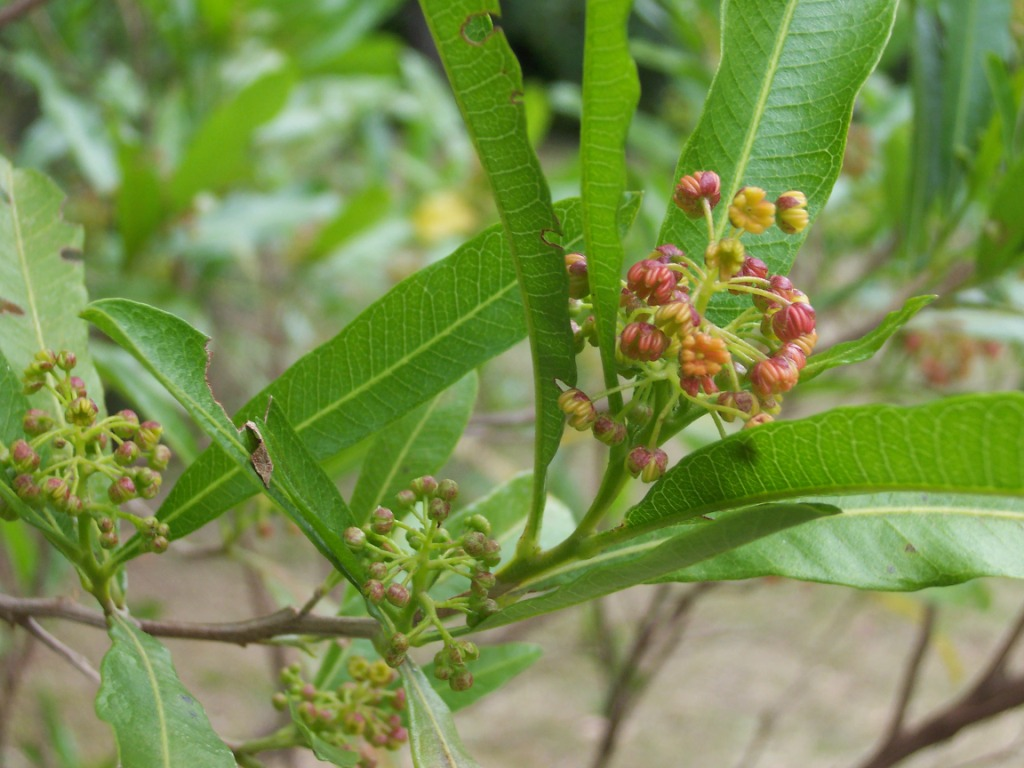
Flores de  Dodonea viscosa
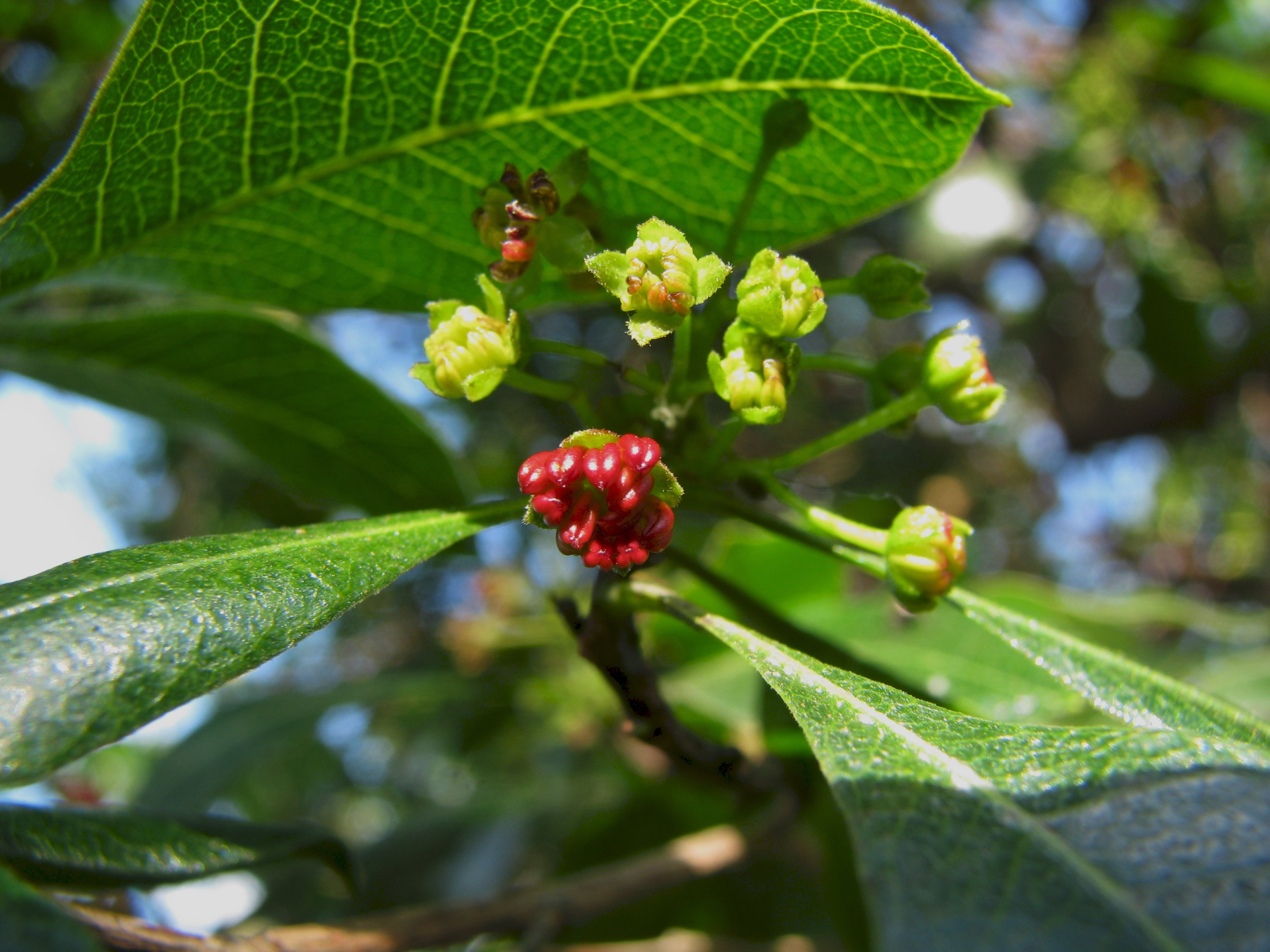
Flores de Dodonea viscosa

## Filogenia
Aceraceae e Hippocastanaceae é um grupo irmão das Sapindaceae, que juntos é um grupo irmão de Xanthoceraceae e possuem como grupos externos Meliaceae, Simaroubaceae e Anacardiaceae.
O gênero Xanthoceras não tem uma precisão filogenética, mas é possível que seja uma linhagem basal dentro de Sapindaceae.

## Importância Econômica
Algumas frutas comestíveis estão presentes nesse grupo, como é o caso da lichia (Litchi) e o Paullinia cupana, conhecida popularmente como guaraná. 

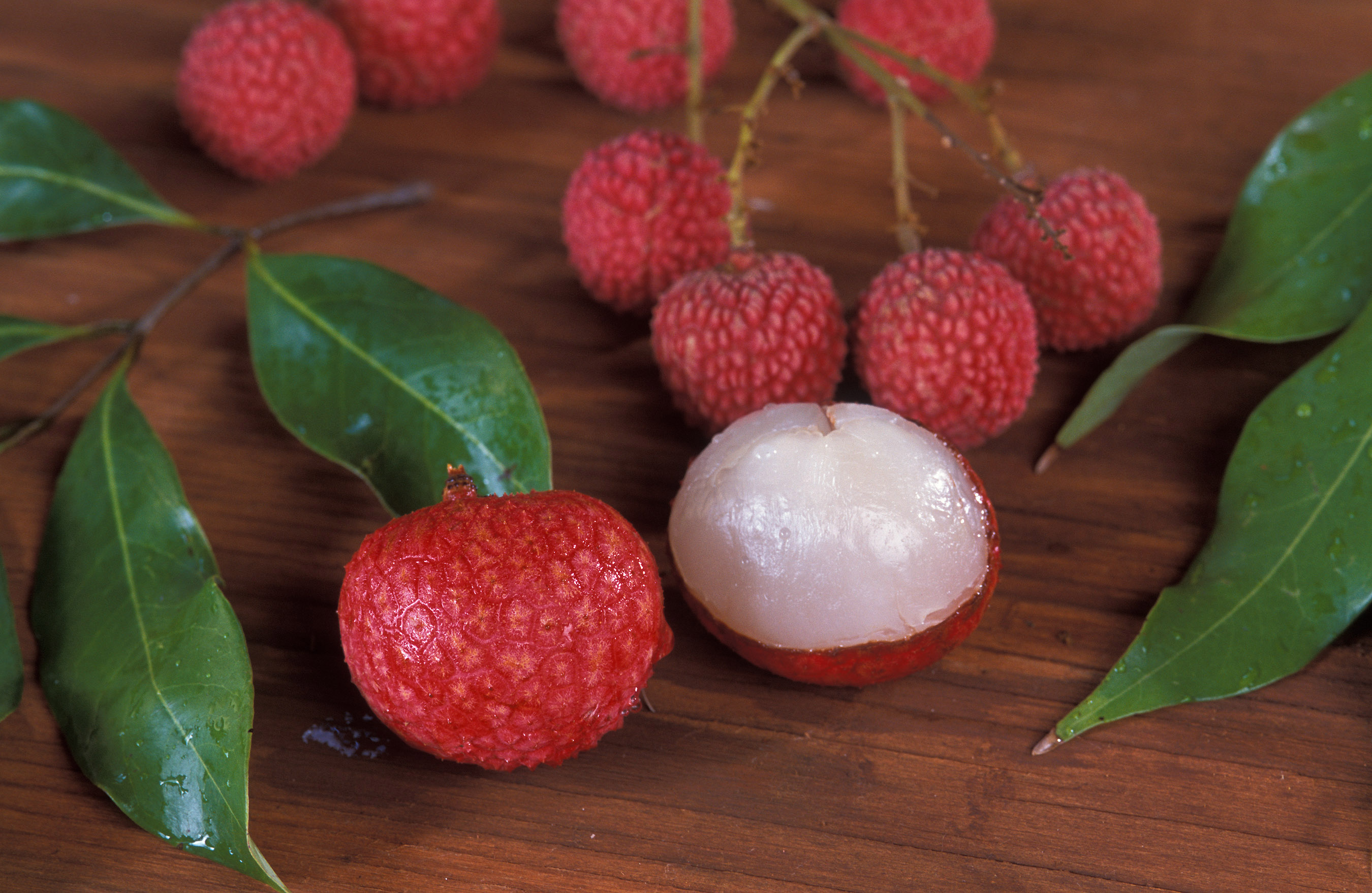
Fruto da Lichia
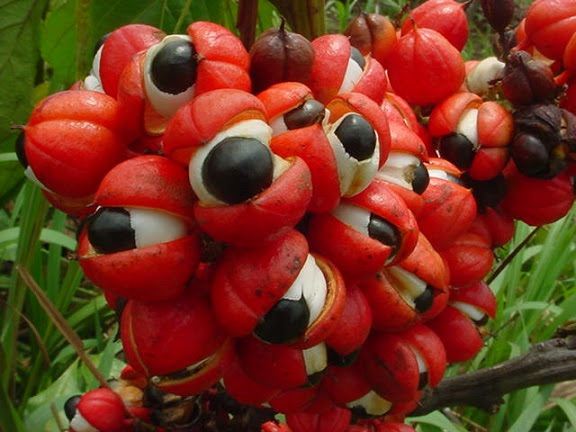
Fruto do Guaraná

## Ocorrências no Brasil
A família Sapindaceae está distribuída por todo o Brasil, tendo ocorrência em todos os biomas, sendo que no Norte há o maior número de ocorrências registradas, seguido pelo Sudeste e pelo Nordeste.
Não há registros de espécies endêmicas do Brasil.

## Diversidade Taxonômica
Esta família contém cerca de 3% da diversidade dos eudicots. Sendo que cerca de 1750 espécies estão distribuídas em 138 gêneros: 
| - Acer - Aesculus - Alectryon - Allophylus - Allosanthus - Amesiodendron - Aporrhiza - Arfeuillea - Arytera - Atalaya - Athyana - Averrhoidium - Balsas - Beguea - Billia - Bizonula - Blighia - Blighiopsis - Blomia - Boniodendron - Bottegoa - Bridgesia - Camptolepis - Cardiospermum - Castanospora - Chimborazoa - Chonopetalum - Chouxia | - Chytranthus - Cnesmocarpon - Conchopetalum - Cossinia - Cubilia - Cupania - Cupaniopsis - Deinbollia - Delavaya - Diatenopteryx - Dictyoneura - Dilodendron - Dimocarpus - Diploglottis - Diplokelepa - Diplopeltis - Dipteronia - Distichostemon - Dodonaea - Doratoxylon - Elattostachys - Eriocoelum - Erythrophysa - Euchorium - Euphorianthus - Eurycorymbus - Exothea - Filicium | - Ganophyllum - Gereaua - Glenniea - Gloeocarpus - Gongrodiscus - Gongrospermum - Guindilia - Guioa - Handeliodendron - Haplocoelopsis - Haplocoelum - Harpullia - Hippobromus - Houssayanthus - Hypelate - Jagera - Koelreuteria - Laccodiscus - Lecaniodiscus - Lepisanthes - Litchi - Llagunoa - Lophostigma - Lychnodiscus - Macphersonia - Magonia - Majidea - Matayba | - Melicoccus - Mischarytera - Mischocarpus - Molinaea - Negundo - Neotina - Nephelium - Omalocarpus - Otonephelium - Otophora - Palaoea - Pancovia - Pappea - Paranephelium - Paullinia - Pavieasia - Pentascyphus - Placodiscus - Plagioscyphus - Podonephelium - Porocystis - Prostea - Pseudima - Pseudopancovia - Pseudopteris - Radlkofera - Rhysotoechia - Sapindus | - Sarcopteryx - Schleichera - Schmidelia - Scyphonychium - Serjania - Smelophyllum - Stadmania - Stocksia - Synima - Talisia - Thinouia - Thouinia - Thouinidium - Thraulococcus - Thyana - Tina - Toechima - Toulicia - Tripterodendron - Tsingya - Ungnadia - Urvillea - Vouarana - Xanthoceras - Xeropspermum - Zanha |